# Berosz
Berosz (hebr.: ברוש) – moszaw położony w samorządzie regionu Bene Szimon, w Dystrykcie Południowym, w Izraelu.
Leży w północnej części pustyni Negew.

## Historia
Moszaw został założony w 1953 przez imigrantów z Maroka.

## Gospodarka
Gospodarka moszawu opiera się na intensywnym rolnictwie.